# Cierre Edizioni
Cierre Edizioni è una casa editrice italiana, fondata a Sommacampagna nel 1990.
Specializzata nelle pubblicazioni sul territorio dell'Italia nord-orientale, produce principalmente libri a carattere storico, artistico, paesaggistico e fotografico.

## Storia

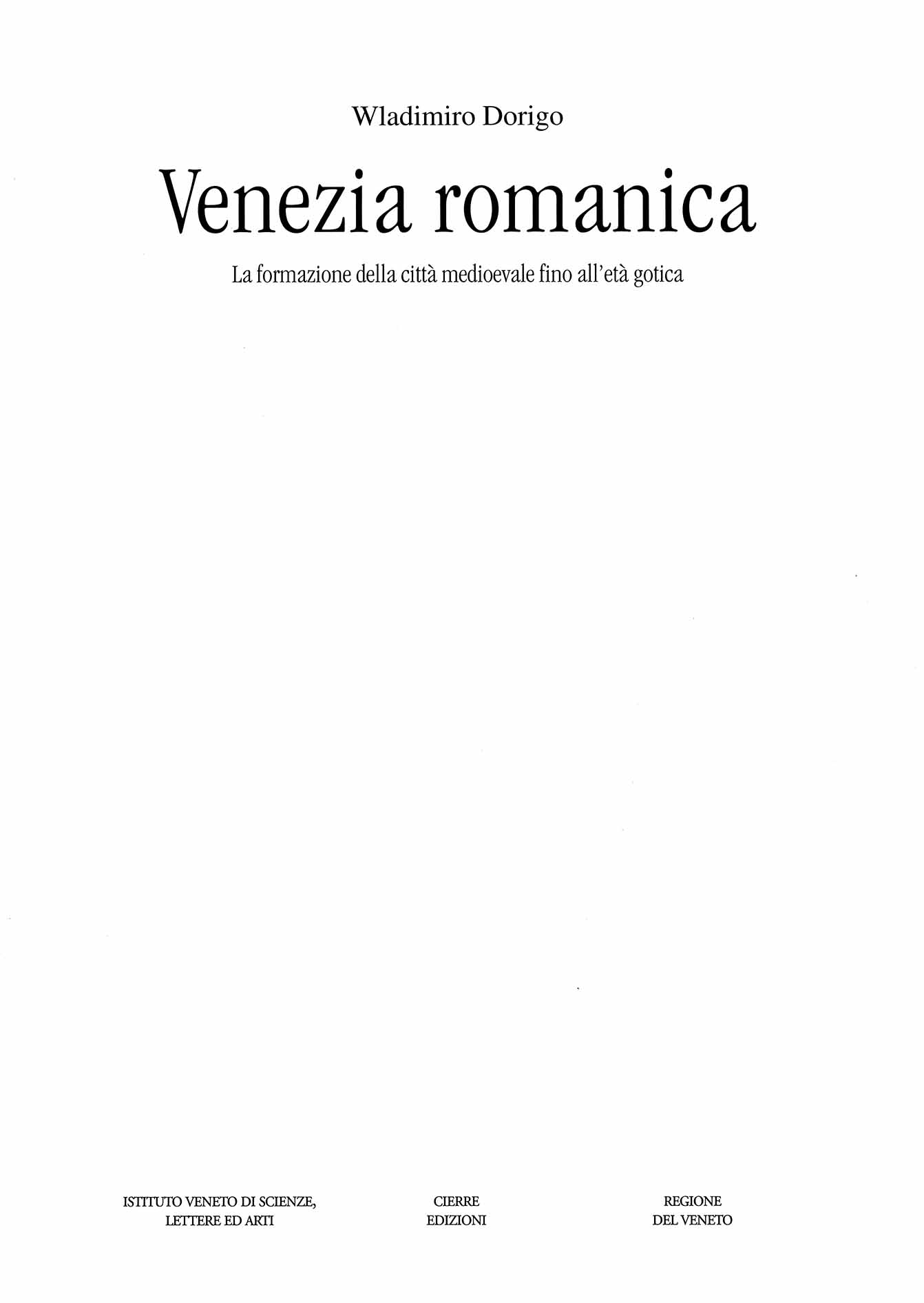
Frontespizio del libro Venezia romanica di W. Dorigo, edito da Cierre Edizioni in coedizione con l'Istituto veneto di scienze, lettere ed arti

Nel 1980 Remo Bresciani, con altri soci, fondò Cierre Grafica, rilevando l’attività di una tipografia artigiana situata a Verona. Nel 1990 nacque come divisione di quest'ultima, su iniziativa del sindacalista ed editore Maurizio Miele (1949-2024), Cierre Edizioni: fino ad allora la Cierre aveva infatti limitato la sua attività alla sola stampa di titoli per conto di altre case editrici. 

Miele rimase alla direzione della casa editrice fino alla morte, avvenuta il 23 gennaio 2024.
Cierre Edizioni, con le consociate Cierre Grafica e Cierrevecchi, forma il Gruppo editoriale Cierre.
Negli anni la casa editrice si è specializzata in pubblicazioni di carattere storico, artistico, paesaggistico e fotografico, focalizzandosi prevalentemente sull'area del Triveneto e collaborando con varie organizzazioni e istituzioni culturali, come l'Istituto veneto di scienze, lettere ed arti, la Fondazione Giorgio Cini, l'Istituto storico della Resistenza e dell'età contemporanea della provincia di Vicenza "Ettore Gallo", l'Istituto per la storia dell'Umbria contemporanea e l'Associazione nazionale ex deportati nei campi nazisti di Verona e il Consiglio regionale del Veneto.
Libri editi da Cierre hanno vinto numerosi premi in ambito storico, artistico e paesaggistico come 11 premiati al Premio Letterario Gambrinus "Giuseppe Mazzotti" e numerosi premi e menzioni al Premio Leggimontagna. Nel 2020 il libro La pentola di Leonardo di Carlo G. Valli vince il Premio Selezione Bancarella della Cucina.

## Autori

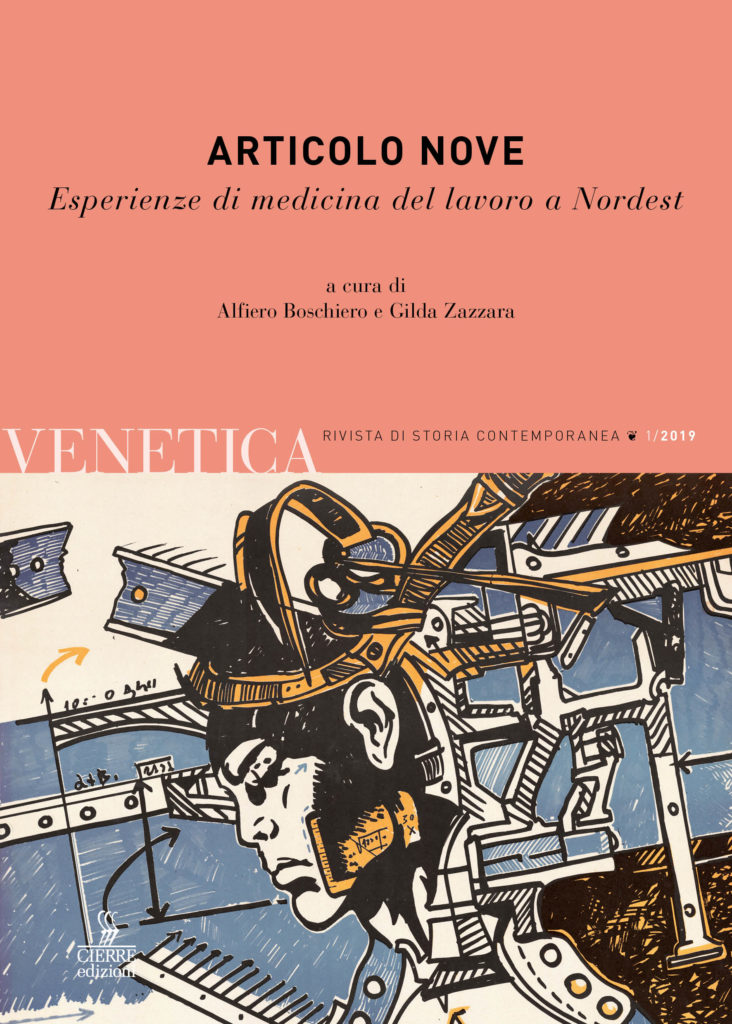
La copertina di Venetica (n. 56, 1/2019), dedicata al tema della medicina del lavoro nel Nord-Est.

Fra gli autori italiani editi da Cierre Edizioni si ricordano Tina Merlin, di cui ha pubblicato tra gli altri Sulla pelle viva, Dino Coltro, Reinhold Messner, Wladimiro Dorigo, Eugenio Turri, Renato Cevese, Luigi Massignan, Ernesto Brunetta, Giuseppe Davanzo, Paolo Puppa, Giulia Albanese, Francesco Petretti, Mario Isnenghi, Emilio Sarzi Amadé, Roberto Cavallo, Gian Paolo Romagnani, Alberto Peruffo, Lorenzo Braccesi, Alexander Langer, Flavio Rodeghiero, Sergio Perosa, Aldo Gorfer e Arturo Zanuso.
Fra gli autori stranieri, invece, Giorgos Seferis, Wolfgang Wolters, Philippe Beaussant, Robert Byron, René Caillié, Bruce Chatwin, Sara Berger, Wilhelm Busch, Sven Hedin e Johann Ludwig Burckhardt.
Cierre pubblica inoltre varie riviste tra cui: dal 1990 il semestrale di storia contemporanea Venetica, diretto da Mario Isnenghi e Piero Pasini, e dal 2013 il semestrale di geopolitica Nazioni & Regioni, diretto da Daniele Petrosino, Marta Petrusewicz e Alessandro Torre.

## Collane attive
- Arte e architettura, dal 1989. La collana comprende volumi illustrati a cura di autorevoli ricercatori, dedicati allo studio del patrimonio artistico e architettonico del Veneto, dall’antichità all’età contemporanea.
- Nordest nuova serie, dal 1990. La collana, che conta più di 200 pubblicazioni, ha l’obiettivo di documentare lo sviluppo storico ed economico del Triveneto. Agli studi propriamente storici si affianca una serie di analisi di singoli fenomeni sociali rilevanti, primo fra tutti l’emigrazione veneta tra Otto e Novecento.
- Itinerari fuoriporta, dal 1991. Collana che conta oltre 50 titoli, è una tra le più importanti collane escursionistiche del Triveneto. Sulla stessa linea i Fuoriporta pocket, in versione tascabile.
- Etnografia veneta, dal 2001. Diretta da Glauco Sanga, questa collana vuole proporre i risultati delle ricerche condotte nel campo dello studio delle tradizioni e della cultura popolari, in collaborazione con l’Università Ca’ Foscari di Venezia.
- Percorsi della memoria, dal 2001. La collana raccoglie una serie di testimonianze del passato, ricostruendo attraverso queste la storia e la società del recente passato.
- Urbana, dal 2009. Curata fino al 2014 da Giuseppe Gullino, poi seguito da Gian Paolo Romagnani, la collana tratta la storia delle principali città del Triveneto.
- I quaderni delle Regaste, dal 2011. La collana propone temi di storia dell’arte veneta e si configura come una raccolta di guide d’autore.
- Officina Novecento, dal 2017. La collana raccoglie studi, testi e archivi di letteratura italiana contemporanea.
- Quaderni di Casa Matteotti, dal 2020. In coedizione con la casa museo Giacomo Matteotti, la collana raccoglie gli atti dei convegni tenuti annualmente dall’istituzione.
- Il mondo in tavola, dal 2023. Diretta da Danilo Gasparini, Stefania Malavasi e Paolo Scarpi, questa collana segue l'evoluzione storica, con i suoi impatti sociali, della gastronomia e della cucina.